# Рошиори де Веде
Рошиори де Веде (на румънски: Roșiorii de Vede) e град в Южна Румъния (Влахия), окръг Телеорман. Градът е център на едноименна община. Населението на града е 27 416 души (по данни от преброяването от 2011 г.).